# Castillejo de Dos Casas
Castillejo es una localidad del municipio de Aldea del Obispo, en la comarca del Campo de Argañán, provincia de Salamanca, Castilla y León, España. 

## Historia
La fundación de Castillejo de Dos Casas se remonta a la repoblación efectuada por los reyes de León en la Edad Media, quedando integrado en el campo de Argañán, dentro de la jurisdicción de Ciudad Rodrigo y el Reino de León.

## Geografía humana

### Demografía
| Gráfica de evolución demográfica de Castillejo de Dos Casas entre 1842 y 1970 |
| |
| Población de derecho según los censos de población del INE Población de hecho según los censos de población del INEEn este censo se denominaba Castillejo de Doscasas: 1842 Entre el censo de 1981 y el anterior, este municipio desaparece porque se agrupa en el municipio 37015 (Aldea del Obispo) |

En 2017 contaba con una población de 59 habitantes, de los cuales 32 son varones y 27 son mujeres (INE 2017).
| Gráfica de evolución demográfica de Castillejo de Dos Casas entre 2000 y 2017            |
|                                                                                          |
| Fuente: Instituto Nacional de Estadística de España - Elaboración gráfica por Wikipedia. |

## Monumentos y lugares de interés
- Iglesia parroquial de San Cristóbal.